# Pantopipetta auxiliata
Pantopipetta auxiliata là một loài nhện biển trong họ Austrodecidae. Loài này thuộc chi Pantopipetta. Pantopipetta auxiliata được miêu tả khoa học năm 1968 bởi Stock.